# Inga borealis
Inga borealis är en ärtväxtart som beskrevs av T.S.Elias. Inga borealis ingår i släktet Inga och familjen ärtväxter. Inga underarter finns listade i Catalogue of Life.